# Nathalie Oguielou
Nathalie Oguielou est une judokate ivoirienne.

## Carrière
Elle est médaillée de bronze dans la catégorie des plus de 78 kg aux Championnats d'Afrique de judo 2001 à Tripoli en Libye, ce qui constitue sa première apparition à une compétition internationale,.